# Промисловість України
Промисловий комплекс України має потужну матеріально-технічну базу. Вартість основних засобів становить 644 767 млн ₴ (у 2007 р.), це майже в 2,3 рази більше, ніж вартість основних засобів у 2000 р. У комплексі працює понад 3,6 млн працівників, які разом принесли прибуток промисловості у розмірі 43 700,9 млн ₴ (2007 р.), що в 5 разів більше, ніж у 2001 р.
У промисловості працює бл. 18 % зайнятого населення України (2008 р.) і створюється бл. 26 % ВВП (2012 р.) В структурі промисловості найвищу питому вагу займають чорна металургія, машинобудування, електроенергетика, хімічна та харчова промисловості.
Станом на 2010 рік, 66,3 % обсягу промислової продукції припадало на продукцію переробної промисловості, 22,7 % — на продукцію електроенергетики і 11 % — на продукцію добувної промисловості.
У промисловості домінують третій і четвертий технологічні уклади. Їх частка у промисловому виробництві становить 95 %. Основою цих укладів є металургійна, хімічна, легка промисловість, паливно-енергетичний комплекс, більшість галузей машинобудування. Частка п'ятого і шостого технологічних укладів не перевищує 5 %. Основою цих укладів є електронна промисловість, обчислювальна, волоконно-оптична техніка, програмне забезпечення, телекомунікації, роботобудування, інформаційні послуги, біотехнології.
Хоча підприємства промисловості й отримують значні прибутки, але рентабельність продукції за 2003—2010 рр. не перевищує 3-6 %. З 55 тис. промислових підприємств понад 18 тис. (33 %) є збитковими. Ще однією негативною стороною є скорочення кількості найманих працівників у комплексі, за 2001—2007 рр. їх кількість скоротилась на 14 %.
Частка експорту промислової продукції у валовому внутрішньому продукті становить близько 40 %, проте його структура незадовільна через переважання сировинної складової, яка перевищує 60 %. Продукція високотехнологічних та наукоємних галузей у загальному обсязі становить лише 15 %.
В структурі промисловості України велику питому вагу займають галузі важкої індустрії, особливо машинобудування, чорна металургія та вугільна промисловість.
Важка промисловість формує понад 80 % загальної вартості реалізованої продукції промисловості, в тому числі на машинобудування припадає 12-14 %

## Статистика

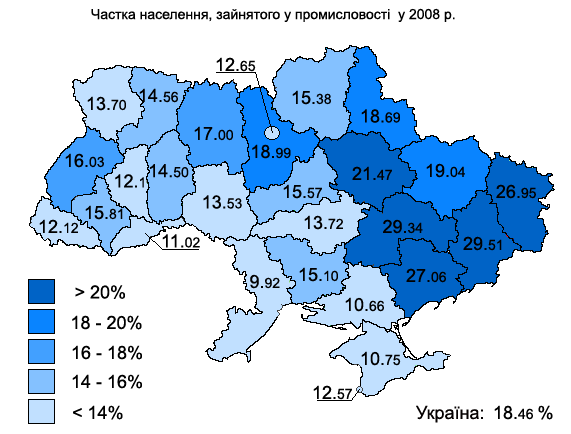
Частка населення, зайнятого у галузях промисловості за даними 2008 року

Індекси промислової продукції у регіонах, 2009—2013 рр.
|                           | 2009   | 2010    | 2011    | 2012    | 2013 (1 півріччя) |
| ------------------------- | ------ | ------- | ------- | ------- | ----------------- |
| Автономна Республіка Крим | 82,7 % | 110,5 % | 104,3 % | 98,7 %  | 101,2 %           |
| Вінницька                 | 83,6 % | 106,5 % | 100,0 % | 107,1 % | 115,7 %           |
| Волинська                 | 51,7 % | 126,7 % | 112,6 % | 94,5 %  | 103,1 %           |
| Дніпропетровська          | 79,0 % | 116,1 % | 105,4 % | 102,2 % | 98,4 %            |
| Донецька                  | 78,2 % | 114,7 % | 113,6 % | 94,6 %  | 90,0 %            |
| Житомирська               | 79,3 % | 108,2 % | 125,3 % | 116,6 % | 115,5 %           |
| Закарпатська              | 50,7 % | 142,9 % | 101,8 % | 101,4 % | 100,1 %           |
| Запорізька                | 69,3 % | 107,8 % | 106,3 % | 96,8 %  | 96,8 %            |
| Івано-Франківська         | 77,4 % | 100,2 % | 125,7 % | 101,2 % | 92,1 %            |
| Київська                  | 83,0 % | 108,0 % | 110,6 % | 96,8 %  | 99,6 %            |
| Кіровоградська            | 78,3 % | 113,3 % | 111,0 % | 107,5 % | 113,5 %           |
| Луганська                 | 80,1 % | 107,1 % | 115,8 % | 92,5 %  | 88,5 %            |
| Львівська                 | 80,1 % | 100,9 % | 112,8 % | 101,6 % | 97,4 %            |
| Миколаївська              | 85,5 % | 110,3 % | 104,2 % | 99,5 %  | 103,1 %           |
| Одеська                   | 78,2 % | 102,9 % | 83,6 %  | 96,9 %  | 88,3 %            |
| Полтавська                | 84,3 % | 112,6 % | 99,6 %  | 100,0 % | 97,2 %            |
| Рівненська                | 69,2 % | 129,6 % | 107,6 % | 96,7 %  | 97,8 %            |
| Сумська                   | 82,9 % | 93,5 %  | 107,7 % | 95,6 %  | 112,3 %           |
| Тернопільська             | 84,8 % | 102,5 % | 112,4 % | 102,1 % | 96,4 %            |
| Харківська                | 79,7 % | 105,8 % | 105,5 % | 97,6 %  | 94,6 %            |
| Херсонська                | 91,6 % | 100,5 % | 93,1 %  | 104,7 % | 95,5 %            |
| Хмельницька               | 76,4 % | 104,9 % | 109,2 % | 101,2 % | 97,9 %            |
| Черкаська                 | 70,5 % | 117,1 % | 103,4 % | 94,9 %  | 100,2 %           |
| Чернівецька               | 74,6 % | 111,9 % | 89,6 %  | 86,8 %  | 103,0 %           |
| Чернігівська              | 83,6 % | 99,8 %  | 98,0 %  | 98,1 %  | 89,5 %            |
| м. Київ                   | 71,0 % | 104,1 % | 102,0 % | 95,9 %  | 91,3 %            |
| м. Севастополь            | 73,8 % | 114,4 % | 110,4 % | 95,0 %  | 115,2 %           |
| Україна                   | 78,1 % | 111,2 % | 107,6 % | 98,2 %  | 94,7 %            |

### Добувна промисловість
|                                                                    | 2001   | 2002   | 2003   | 2004   | 2005   | 2006   | 2007   | 2008   | 2009   | 2010    | 2011    |
| Добувна промисловість, млрд ₴                                      | 20 549 | 19 642 | 22 127 | 29 059 | 38 867 | 45 077 | 56 349 | 85 755 | 67 243 | 106 934 | 146 833 |
| Добувна промисловість, частка у промисловості                      | 9,7 %  | 8,5 %  | 7,7 %  | 7,3 %  | 8,3 %  | 8,2 %  | 7,9 %  | 9,3 %  | 8,3 %  | 10,0 %  | 11,0 %  |
| в тому числі добування паливно-енергетичних корисних копалин       | 6,5 %  | 5,4 %  | 4,7 %  | 4,3 %  | 4,6 %  | 4,9 %  | 4,2 %  | 4,6 %  | 4,5 %  | 4,9 %   | 5,6 %   |
| в тому числі добування корисних копалин, крім паливно-енергетичних | 3,2 %  | 3,1 %  | 3,0 %  | 3,0 %  | 3,7 %  | 3,3 %  | 3,7 %  | 4,7 %  | 3,8 %  | 5,1 %   | 5,4 %   |
|                                                                    |        |        |        |        |        |        |        |        |        |         |         |

### Переробна промисловість
|                                                        | 2001    | 2002    | 2003    | 2004    | 2005    | 2006    | 2007    | 2008    | 2009    | 2010    | 2011    |
| Переробна промисловість, млрд ₴                        | 138 043 | 155 440 | 207 906 | 306 268 | 355 080 | 405 466 | 530 163 | 668 466 | 559 267 | 730 544 | 881 141 |
| Переробна промисловість, частка у промисловості        | 65,5 %  | 67,7 %  | 71,9 %  | 76,4 %  | 75,8 %  | 73,5 %  | 73,9 %  | 72,9 %  | 69,4 %  | 68,6 %  | 66,3 %  |
| металургія                                             | 18,0 %  | 18,2 %  | 20,0 %  | 23,3 %  | 22,1 %  | 21,9 %  | 22,0 %  | 22,0 %  | 17,6 %  | 18,8 %  | 18,1 %  |
| харчова промисловість                                  | 16,6 %  | 17,1 %  | 17,0 %  | 15,8 %  | 16,3 %  | 15,5 %  | 15,3 %  | 15,2 %  | 19,8 %  | 18,0 %  | 16,6 %  |
| машинобудування                                        | 10,2 %  | 10,7 %  | 12,2 %  | 13,4 %  | 12,7 %  | 12,5 %  | 13,7 %  | 13,3 %  | 10,6 %  | 10,9 %  | 11,6 %  |
| хімічна та нафтохімічна промисловість                  | 6,0 %   | 5,8 %   | 6,4 %   | 6,2 %   | 6,4 %   | 6,4 %   | 6,1 %   | 6,1 %   | 6,0 %   | 5,9 %   | 6,7 %   |
| нафтопереробка, вир-во коксу                           | 4,9 %   | 6,8 %   | 7,4 %   | 9,1 %   | 9,4 %   | 8,0 %   | 7,3 %   | 7,2 %   | 6,7 %   | 6,9 %   | 5,7 %   |
| вир-во іншої неметалевої мінеральної продукції         | 2,7 %   | 2,7 %   | 2,6 %   | 2,6 %   | 2,9 %   | 3,3 %   | 3,8 %   | 3,8 %   | 3,0 %   | 2,6 %   | 2,7 %   |
| целюлозно-паперова промисловість, видавнича діяльність | 2,4 %   | 2,5 %   | 2,5 %   | 2,5 %   | 2,5 %   | 2,4 %   | 2,4 %   | 2,2 %   | 2,7 %   | 2,4 %   | 2,1 %   |
| деревообробка                                          | 0,7 %   | 0,7 %   | 0,8 %   | 0,7 %   | 0,8 %   | 0,8 %   | 0,8 %   | 0,7 %   | 0,8 %   | 0,7 %   | 0,7 %   |
| легка промисловість                                    | 1,4 %   | 1,4 %   | 1,3 %   | 1,2 %   | 1,1 %   | 1,1 %   | 1,0 %   | 0,9 %   | 0,9 %   | 0,8 %   | 0,7 %   |
|                                                        |         |         |         |         |         |         |         |         |         |         |         |

## Паливно-енергетичний комплекс
Паливно-енергетичний комплекс (ПЕК) в Україні представлений підприємствами електроенергетики, вугледобувної, паливної та нафтопереробної промисловості. До електроенергетичного сектору входять теплові, атомні та гідроелектростанції, а також підприємства передачі та розподілу електроенергії. ПЕК включає видобування природних видів палива, їхню переробку, транспортування тощо.

### Паливна промисловість

#### Вугільна промисловість
Базова галузь господарства, що здійснює розвідування й видобування кам'яного та бурого вугілля. Історія вугільної промисловості України налічує понад 120 років.
Найбільший видобуток зафіксовано у 1976 р. — 218,1 млн т, на 2007 р. — 75,5 млн т, при цьому за Мінвуглепромом видобуто 42,2 млн т (Донецька область — 19,3 млн т, Луганська — 19,4 млн т).
Шахтний фонд складає на травень 2008 р. 160 шахт, з них 140 — державні. У 1991 р. нараховувалося 276 шахт.
Виробнича потужність наявного шахтного фонду у 2007 р. — 95 млн т вугілля на рік. У 1991 р. — 193 млн т. Кількість діючих лав МВП у 2007 р. — 253, в тому числі комплексно-механізованих вибоїв — 143.

#### Нафтогазова промисловість
Галузь важкої промисловості, підприємства якої розвідують, видобувають і переробляють нафту та газ, транспортують і зберігають їх.
Понад 90 % видобутку нафти і газу в Україні здійснює Національна акціонерна компанія «Нафтогаз України» через власні дочірні підприємства: ДК «Укргазвидобування», ВАТ «Укрнафта» та ДАТ «Чорноморнафтогаз».

#### Торфова промисловість
Український концерн торфової промисловості «Укрторф» об'єднує в своєму складі на правах дійсних членів концерну сім державних підприємств з видобування й переробки торфу («Волиньторф», «Житомирторф», «Київторф», «Поділляторф», «Рівнеторф», «Сумиторф», «Чернігівторф»), Коростишівський завод «Реммашторф», Українську інспекцію з контролю якості торфової продукції та паливних брикетів «Укрінспаливо», та чотири асоційованих члени концерну: Лопатинський та Стоянівський торфозаводи, ВАТ «Івано-Франківськ» та науково-виробниче підприємство «Промтех». Підприємства концерну щороку видобувають 500÷550 тис. т торфу, з якого 30÷40 тис. т має сільськогосподарське призначення, а решта — паливне. Кусковий паливний торф виробляється у кількості 25÷30 тис. т, торфові паливні брикети — по 200÷250 тис. т на рік. Концерн виробляє науково-технічну політику торфової галузі України, керує технічним переозброєнням виробництва, представляє інтереси підприємств галузі в державних інституціях країни і в стосунках з закордонними партнерами.

### Електроенергетика

Споживання електроенергії в Україні у 2010 році

Базова галузь економіки України. Вона одна з найстаріших у країні. Виробництво електроенергії ґрунтується на спалюванні вугілля, мазуту, природного газу, використанні атомної енергії, енергії рік.
Найбільші ТЕС розташовані в Донбасі (Вуглегірська, Старобешівська, Миронівська, Курахівська й ін.), на Придніпров'ї (Придніпровська, Криворізька), у Харківській (Зміївська), Київській (Трипільська), Івано-Франківській (Бурштинська), Львівській (Добротвірська) областях, у Запоріжжі, Мелітополі, Одесі й ін. Більшість цих електростанцій виробляє й тепло (ТЕЦ).
У розвитку гідроенергетики особливе значення у ХХ ст. відіграв каскад ГЕС на Дніпрі: Дніпрогес, Каховська, Середньодніпровська, Кременчуцька, Київська, Канівська. Побудовані ГЕС на Південному Бузі (Дністровська), Росі, у Закарпатській області (Теребле-Ріцька).
В останні десятиріччя швидкими темпами розвивалася атомна енергетика. Працюють Південноукраїнська, Рівненська, Хмельницька, Запорізька АЕС.
Південні райони країни значно гірше забезпечені електроенергією власного виробництва, ніж Донбас, Придніпров'я, центр країни.
Понад 30 % електроенергії в Україні дають АЕС (Рівненська, Запорізька, Південно-Українська й інш.). Власні паливні ресурси забезпечують лише 58 % потреб України, інша їх імпортується (г.ч. з Росії і Туркменістану).
У 2001 р. структура споживання електроенергії та палива : вугілля та продукти його переробки — 64,2 млн т; природний газ — 65,8 млрд куб.м; нафта і газовий конденсат — 16,9 млн т.
|                                                                    | 2001   | 2002   | 2003   | 2004   | 2005   | 2006    | 2007    | 2008    | 2009    | 2010    | 2011    |
| Виробництво та розподілення електроенергії, газу та води, млрд ₴   | 52 251 | 54 552 | 59 084 | 65 430 | 74 616 | 101 185 | 130 565 | 162 814 | 180 042 | 227 630 | 301 282 |
| Виробництво та розподілення електроенергії, частка у промисловості | 24,8 % | 23,8 % | 20,4 % | 16,3 % | 15,9 % | 18,3 %  | 18,2 %  | 17,8 %  | 22,3 %  | 21,4 %  | 22,7 %  |
|                                                                    |        |        |        |        |        |         |         |         |         |         |         |

#### Теплоенергетика
На ТЕС України виробляють близько 50 % всієї електроенергії України. Найбільші ТЕС розташовані в Донбасі (Вуглегірська, Старобешівська, Миронівська, Курахівська й ін.), на Придніпров'ї (Придніпровська, Криворізька), у Харківській (Зміївська), Київській (Трипільська), Івано-Франківській (Бурштинська), Львівській (Добротвірська) областях, у Запоріжжі, Мелітополі, Одесі й ін. Більшість цих електростанцій виробляє й тепло (ТЕЦ).

#### Гідроенергетика
В енергетичному комплексі України гідроелектростанції посідають третє місце після теплових та атомних. Сумарна встановлена потужність ГЕС України нині становить 8 % від загальної потужності об'єднаної енергетичної системи країни. Середньорічний виробіток електроенергії гідроелектростанціями дорівнює 10,8 млрд кВт•год. Встановлено, що економічні та технічні можливості використання гідроенергоресурсів України дорівнюють близько 20 млрд кВт•год., а нині використовується не більше 50 %. Основний використовуваний потенціал зосереджений на ГЕС Дніпровського каскаду (потужність — 3,8 ГВт, виробіток — 9,9 ГВт•год): Дніпровська ГЕС, Київська ГАЕС (гідроакумулююча), Ташлицька ГАЕС.
Окрім ГЕС і ГАЕС, в Україні нині експлуатуються 49 так званих малих ГЕС, які виробляють понад 200 млн кВт•год електроенергії. Але вони мають недоліки: швидке зношення обладнання, пошкодження споруд напірного фонтана, замулення водосховищ, недостатнє використання засобів автоматики та контролю.

#### Ядерна енергетика
АЕС поряд з ТЕС — головні енергопостачальники для сучасної України. За кількістю реакторів та їх сумарною потужністю Україна посідає восьме місце у світі та п'яте в Європі.
При наявності в Україні п'яти атомних електростанцій потужністю 11800 МВт (на 01.01.2000), уран відіграє значну роль у забезпеченні країни електроенергією. Його частка у виробництві електроенергії, в порівнянні з іншими енергоносіями, постійно зростає. Так у 2000 р. АЕС виробили 45,1 % електроенергії і майже зрівнялись з часткою ТЕС, на яких 19 млн кВт потужностей із 36 вимагають ремонту чи реконструкції.

#### Нетрадиційна енергетика
З нетрадиційної енергетики в Україні найрозвиненіша вітроенергетика. В Україні діють сім вітроелектростанцій (ВЕС), оснащених власними вітроагрегатами. У 1998—1999 роках стали до ладу три нові ВЕС, вартість електроенергії на яких нижча, ніж на збудованих раніше.
Процес будівництва української вітроенергетики почався у 1996 році, коли була запроєктована Новоазовська ВЕС проєктною потужністю 50 МВт. У 2000 році працювало 134 турбіни з 3500 запроєктованих та закладено близько 100 фундаментів під турбіни потужністю 100 кВт кожна. Фактична потужність станції при штаті 34 працівників — 14,5 МВт.

## Хімічний комплекс

### Хімічна промисловість
Для свого розвитку має міцну сировинну базу: власне хімічну сировину (сірка, солі, фосфорити), відходи від інших галузей промисловості, а також нафту, вугілля, природний газ.
Більшість підприємств хімічної промисловості зосереджено у трьох районах: Придніпров'ї, Донбасі, Прикарпатті, тому ці райони найбільше екологічно забруднені. Зокрема, основним виробником хімічної продукції є холдингова група OSTCHEM, до складу якої входять: Черкаський Азот, Горлівський концерн «Стирол», Сєвєродонецький «Азот» та «Рівнеазот». Великими гравцями також є Київхімволокно, Алчевський коксохімічний завод, Вінницяпобутхім, КХП Фенольний завод (Торецьк) тощо. В районах розміщення хімічних підприємств необхідне впровадження нових безвідходних технологій та розвиток ефективних очисних споруд тощо.

#### Гірничо-хімічна промисловість
Надра в Україні багаті на різні види гірничо-хімічної сировини: калійні солі, кам'яну сіль, карбонатну та фосфатну сировину, барит, борні руди, йод і бром, сірку самородну, сірчаний колчедан, ропні води, мінеральні фарби.
Вони в основному зосереджені на Донбасі, в Дніпровсько-Донецькій западині, Передкарпатті, в Криму та на Закарпатті.
Найбільші підприємства гірничо-хімічної промисловості України розміщені головним чином на Донбасі — Сіверодонецький, Слов'янський, Кам'янський, Горлівський, Костянтинівський та Донецький хімічні комбінати, Слов'янський та Лисичанський содові заводи.
На Передкарпатті до гірничо-хімічної промисловості належать Роздільське ВО «Сірка», Калуське ВО «Хлорвініл» та Стебниківський калійний завод. Діють також Рівненський, Сумський та Вінницький хімічні комбінати, які виробляють мінеральні добрива.

#### Основна хімія
Основна хімія — це галузь хімічної промисловості, що включає коксохімічне виробництво, виробництво мінеральних добрив, кислот, соди.
Коксохімічна промисловість є базою для розвитку великої кількості супутніх і допоміжних підприємств, що переробляють доменні й коксові гази, феноли, смоли тощо.
Виробництво азотних добрив розміщується поруч з коксохімічними підприємствами (Кам'янське, Запоріжжя, Горлівка) або тяжіє до споживача (Черкаси, Рівне, Одеса).
Виробництво калійних добрив розміщено поблизу родовищ сировини (Калуш, Стебник).
Підприємства, що виробляють фосфорні добрива, працюють на імпортній (Вінниця, Одеса, Суми) та місцевій (Костянтинівка) сировині.
Виробництво сірчаної кислоти має значну сировинну базу і розміщено у Костянтинівці, Калуші, Первомайському.
Виробництво соди розміщується поблизу родовищ, оскільки це дуже матеріаломістка галузь. Основні центри — Слов'янськ, Лисичанськ, Красноперекопськ.

##### Виробництво кислот, солей та соди
З 8 підприємств цієї галузі на сьогодні (2010 рік) діє лише 5. У 2000 році був закритий Сакський хімічний завод, єдиний виробник в СНД бромистого метилу (існує ідея відновлення унікального підприємства, але цьому насамперед перешкоджає екологічна катастрофа, що сталась на Сакському озері), в 2003 році — Слов'янський содовий завод, в 2007 році — державне підприємство «Хімпром», яке за часів СРСР було найбільшим заводом з виробництва хлору..

#### Виробництво побутової хімії
Виробництво України в галузі побутової хімії цілком може задовольнити внутрішній споживчий ринок. В державі налагоджено виробництво як вітчизняних компаній, так і закордонних. Виробляється мило, порошок, кондиціонер для прання, освіжувачі повітря, засоби для миття та ін. Найбільшими компаніями, що займаються виробництвом побутової хімії: «Easy&Good», «Проктер енд Гембл Менюфекчуринг Україна», «СК Джонсон УНАЛ-АВС Кемікал Індастрі», «Інтерфіл», «Вінницяпобутхім», «Мілам». У досить великих обсягах випуск СМЗ для роздробу здійснювали компанії «ОНІКС», «Голд-Дроп», «Мейнпак», «Карапуз», «Сан Клін Інт», «Пірана», «ЮСИ», «Київський експериментальний ЗПХ», та ін.

### Нафтохімічна промисловість

#### Шинна промисловість
Найбільш поширена галузь гумового виробництва — шинне виробництво. 2/3 каучуку йде на виготовлення шин. Від якості шин помітно залежить розвиток таких важливих галузей як автотракторна промисловість, автотранспорт, авіація, сільське господарство, будівництво та ін. Шинні заводи являють собою величезні промислові підприємства з високим ступенем механізації і автоматизації виробництва. Україна має два шинних заводи — Дніпропетровський (УШК) І Білоцерківський (Росава).

## Металургійний комплекс
У складі металургійного комплексу (металургійної промисловості, металургії) України — підприємства з видобутку і збагачення руд чорних і кольорових металів, нерудних матеріалів, з виробництва чавуну, сталі, прокату, труб сталевих, метизів, феросплавів, вогнетривів, коксу, з виробництва твердосплавної, вуглецевої, напівпровідникової продукції, з переробки ломів і відходів, виробництва ряду видів хімічної продукції, великий комплекс підприємств допоміжного призначення, а також науково-дослідні та проєктні організації.
Частка металургії у ВВП країни становить близько 38 %, у промисловому виробництві − 27,3 %, експорті — 34,2 %. Частка металургії в податкових пла-тежах у всі рівні бюджетів становить 38 %. Як споживач продукції та послуг суб'єктів природних монополій металургія використовує від загальнопромислового рівня 32 % електроенергії, 25 % природного газу, 10 % нафти і нафтопродуктів, її частка у вантажних залізничних перевезеннях — 20 %.
Металургія у структурі промисловості України становить 35,1 %, тоді як у структурі світової промисловості − 34,3 %.
В Україні існує значний науково-дослідний і конструкторський потенціал щодо металургійного виробництва — це наявність спеціалізованих наукових установ, як самостійних, так і інтегрованих у підприємства.
У 2000—2004 роках на металургійних підприємствах України сума інвестиційних вкладень в капітальне будівництво і модернізацію виробництва становила близько 10-15 дол. в перерахунку на тонну рідкої сталі, і лише в 2006 році цей показник досяг майже 50 дол.
У 2007 році в металургійну галузь було інвестовано 10,3 млрд ₴, що становить 162,3 % проти 2006 року (6,3 млрд ₴), в гірничорудну — 1,7 млрд ₴, або на 113,1 % більше, ніж в попередньому році. У 2008 році з причин, пов'язаних з кризою, об'єм інвестицій до основних фондів гірничо-металургійного комплексу знов зменшився до 8,5 млрд ₴ (81 % в порівнянні з показниками благополучнішого 2007 року).

### Чорна металургія
Металургія України — базова галузь народного господарства країни, вона забезпечує понад 25 % промислового виробництва держави, дає близько 40 % валютних надходжень в Україну і понад 10 % надходжень до Державного бюджету України. Україна є одним із лідерів країн-виробників металів у світі і займала до 2008 року 7 місце за обсягом виробництва сталі і 3 місце — за обсягом експорту металопродукції. Країна входить до десятка найбільших виробників і експортерів металу. Частина продукції, яку виробляють металургійні підприємства, становить 30 % загалом у промисловому виробництві і 42 % від загальних обсягів експорту України. Понад 80 % металопродукції експортується до країн Європи, Азії, Близького Сходу, Південної Америки.

#### Виробництво чорних металів
Основними промисловими районами чорної металургії є Придніпровський, Донецький і Приазовський

#### Трубна промисловість
Основні підприємства: Харцизький трубний завод — труби для магістральних нафтогазопроводів, Нижньодніпровський трубопрокатний завод — нафтопровідні і бурильні труби, труби загального використання, залізничні колеса, Новомосковський — нафтогазопровідні і нержавіючі труби загального призначення Нікопольський південнотрубний завод — труби для машинобудування, атомної енергетики, насосно-компресорні труби, Дніпропетровський трубний завод — труби загального призначення для комунального господарства, Луганський трубний завод — водопровідні і газопровідні труби для комунального господарства Макіївський трубопрокатний завод — чавунні труби.

#### Виробництво електроферосплавів
Промисловість з виробництва електроферосплавів в Україні розвинена досить добре, хоча і представлена всього 3 підприємствами. Як сировину вони використовують залізо та інші метали, які поєднують між собою у вигляді різноманітних сплавів — феросиліцій, феросилікомарганець, феромарганець. Окрім цього випускається і додаткова продукція — абразивні інструменти, шліфувальні матеріали, флюси та різні суміші. В 1998 році була створена асоціація феросплавних підприємств УкрФА, куди також увійшли й інші металургійні підприємства, які займаються видобутком та збагаченням рудної сировини.

#### Виробництво вогнетривів
Промисловість виробництва вогнетривів представлена декількома підприємствами, які виробляють формовану вогнетривку продукцію (цеглу, блоки, плити), вогнетривкі суміші та доломіти. Як сировина для виробництва підприємства використовують вогнетривкі глини, каолін та формувальний пісок. Найбільші поклади цих ресурсів зосереджені в Донецькій області, трохи вони присутні в Дніпропетровській, Черкаській, Запорізькій та Хмельницькій областях. Перші підприємства з виробництва вогнетривкої цегли були збудовані в містах Часів Яр (1876) та Соледар (1893). Всього за часів Російської імперії було збудовано 6 заводів і всі — на території сучасної Донецької області. Серед нових заводів слід згадати Ватутінський та Христофорівський, які трохи розширили географію виробництва вогнетривів. У 2004 році закрився Микитівський доломітний комбінат, що знаходився в селищі Гольмівський біля Горлівки, а в 2006 році — Костянтинівський вогнетривкий завод «Червоний жовтень» у місті Костянтинівка.

### Кольорова металургія
Кольорова металургія — галузь важкої промисловості, що спеціалізується на видобутку і збагаченні руд, виробництва й обробці кольорових і рідкісних металів та їхніх сплавів. Кольорова металургія поділяється на: алюмінієву промисловість, титаномагнієвупромисловість, промислові÷сть рідкісних металів і напівпровідникових матеріалів, промисловість дорогоцінних металів і алмазів, виробництво вторинних кольорових металів, промисловість твердих сплавів, тіньових і жароміцних металів, електродна промисловість, мідна промисловість, свинцево-цинкова промисловість.

#### Титано-магнієва промисловість
- Іршанськ;
- Зеленоярськ;

## Машинобудування та металообробка
Галузі загального машинобудування України станом на 01.01.2008 р. нараховують понад 1000 підприємств різних форм власності та призначення.
Галузева структура машинобудування дуже різноманітна. Важливі та найбільш розвинуті такі його ланки, як важке машинобудування, транспортне, сільськогосподарське машинобудування, верстатобудування, приладобудування, радіотехнічне та електротехнічне виробництво, обладнання для інших галузей промисловості, особливо хімічної та харчової.
Вартість основних засобів машинобудування України за 2001—2007 рр. збільшилась на 39 088 млн ₴ та у 2007 р. становила 89 678 млн ₴, це майже 14 % вартості основних засобів промислового комплексу. Хоча вартість введених у дію основних засобів у 2007 р. була в 6 разів більша від вартості ліквідованих основних засобів, але ступінь зносу основних засобів все одно був найбільшим за 6 останніх років і становив 68,9 %.
Інноваційна активність у галузі недостатня. Лише близько 14 % підприємств здійснюють інноваційну діяльність, хоча працює значна кількість наукових і конструкторських організацій. У 2005 р. впроваджено лише 1273 нових технологічних процеси, в 2006 р. та 2007 р. цей показник скоротився майже вдвічі і становив відповідно 798 та 755 нових технологічних процесів. З цих нових технологічних процесів лише половина є ресурсозбережні та безвідходні. Однією з основних причин низької інноваційної активності є незначні обсяги фінансування. Обсяг фінансування інноваційної діяльності промисловості з кожним роком зростає, якщо у 2003 р. цей показник дорівнював 3059,8 млн ₴, то у 2007 р. він дорівнював 10821 млн ₴ В машинобудуванні обсяг фінансування інноваційної діяльності в 2007 р. становив 2573,507 млн ₴, в тому числі лише коштом державного бюджету 78,137 млн ₴ (3 %).

### Важке машинобудування
Сукупність галузей машинобудівного комплексу, які виробляють великогабаритні та металоємні машини й обладнання для електроенергетики, металургії, добувної промисловості та інших галузей народного господарства. Основними видами продукції українського важкого машинобудування є конвертери, ковші, виливниці й ливарні машини, елеватори, конвеєри та підйомники безперервної дії, врубові та тунелепрохідні машини, бурові машини, котки дорожні та трамбувальні самохідні машини, навантажувачі, екскаватори, машини для сортування, подрібнення, змішування й аналогічної обробки ґрунту, каміння, руди та інших мінеральних речовин, машини для одержання ливарних форм, машини й устаткування для виймання, трамбування чи ущільнення ґрунту.
Практично виробництво всіх видів важкого машинобудування України з кожним роком збільшується. Найбільше за 2003–2007 роки зросло виробництво бурових машин — в 3 рази, котків дорожніх та трамбувальних самохідних машин — в 6 разів, екскаваторів — в 2,7 рази, машин та устаткування для виймання, трамбування і ущільнення ґрунту — в 1,7 рази, машин для сортування, подрібнення, змішування і аналогічної обробки ґрунту, каміння і руди — в 3,8 рази. Зменшення спостерігається лише у виробництві конвертерів, ковшів, виливниць та ливарних машин: у 2003 році їх виробили 14 327 штук, у 2005 — 11 403 штуки, у 2006 — 10 462 штуки, а в 2007 — 12 766 штук. Продукція експортується у 80 країнах світу. Найбільші імпортери — Росія, Німеччина, Туркменістан, Індія, Китай, Іран; у ці країни надходить близько 70 % загального обсягу експорту.

### Ракетно-космічна галузь
До української ракетно-космічної галузі входить майже 40 великих підприємств та багато малих і середніх підприємств-розробників і незалежних науково-дослідних лабораторій. Провідним центром серед них є конструкторське бюро «Південне» та виробниче об'єднання «Південний машинобудівний завод» у місті Дніпро, де сконструйовано й вироблено понад 400 штучних супутників Землі, створюють та серійно виробляють ракети-носії, космічні апарати, системи управління, орієнтації і траєкторних вимірювань.
Великими досягненнями вітчизняних фахівців стало створення космічних апаратів «Січ-1», «Океан-О», «АУОС» та «Мікрон», ракетоносіїв «Зеніт-ЗЗЬ», «Дніпро», «Циклон-3». Україна відома також апаратурою стикування «Курс» для Міжнародної космічної станції, системами прицілювання ракет, апаратурою систем керування для космічних комплексів «Союз», «Прогрес», «Протон», унікальними об'єктами наземної інфраструктури: контрольно-коригуючими станціями для глобальних навігаційних супутникових систем, мережею спостережень геофізичних явищ.

### Транспортне машинобудування
В Україні сформувались усі галузі транспортного машинобудування: залізничне, авто-, авіа- та суднобудування.

#### Автомобілебудування
У 2007 р. ринок нових легкових автомобілів України піднявся ще на дві позиції в європейському рейтингу і посідає 7-е місце з результатом 542 тис. машин. Ще в 2005 р. Україна була дванадцятою за обсягом ринку в Європі, в 2006 р. — вже дев'ятою, а за 12 місяців 2007 р. змогла потіснити Бельгію і Нідерланди, досягнув чергової рекордної позиції.
Причиною стрімкого просування українського ринку в європейському рейтингу залишаються темпи зростання, що перевищують всі можливі межі: так, у 2007 р. ринок нових легкових автомобілів України зріс на 46,2 %. Для порівняння загальноєвропейський ринок (з врахуванням ринків України і Росії) зріс на 5,4 %.
В Луцьку налагоджено виробництво легкових автомобілів для сільської місцевості. Львівській автобусний завод (ЛАЗ) є найбільшим в СНД. Автомобільна промисловість кооперується із заводами, які випускають двигуни, окремі вузли і агрегати автомобілів: (Мелітополь, Полтава, Херсон, Чернігів, Синельникове, Кременчук), електрообладнання (Херсон, Сутиска Вінницької обл.), запасні частини (Чернігів).
Що до легкових автомобілів, то тут беззаперечним лідером є компанія ЗАЗ. У 2011 році ПАТ «ЗАЗ» випустило 60 862 тис. автомобілів, що на 33,9 % перевищує аналогічний показник 2010 року (45 465 тис.), при цьому понад 50 % випущених авто поставлено на експорт.

#### Авіабудування
Україна належить до небагатьох країн світу, що володіють повним циклом (макротехнологією) створення авіаційної техніки, і займає провідне місце на світовому ринку в секторі транспортної та регіональної пасажирської авіації. За рівнем розвитку літакобудування Україна належить до найбільш розвинутих держав. Таку промисловість мають п'ять — шість держав, які застосовують високі технології. Деякі моделі літаків типу Ан випереджають аналогічні світові зразки на три — чотири роки. Літакобудування є однією з найбільш прибуткових і в той же час найбільш капіталоємних галузей машинобудування. Найбільший завод — Завод імені Олега Антонова.
У 2010—2012 підприємствами авіабудування виготовлено та передано замовникам 19 літаків.
У 2013 продовжується виконання контракту державним підприємством «Завод 410 цивільної авіації» щодо ремонту літаків Ан-32 для військово-повітряних сил Індії.

#### Суднобудування
Основні види продукції, які виробляє ця галузь: судна вантажні та вантажно-пасажирські, судна технічні та допоміжні, судна й човни прогулянкові та спортивні надувні, судна моторні й веслувальні.
За всіма видами продукції спостерігається повільне зростання або незначне зменшення. Виробництво суден і човнів прогулянкових та спортивних надувних має максимум у 2005 р. — 10,2 тис. шт., а мінімальне значення — у 2003 р. — 5,2 тис. шт. Виробництво суден та човнів прогулянкових і спортивних (моторних та веслувальних) має динамічне зростання, якщо порівнювати 2007 р. з 2003 р., виробництво цих суден збільшилось на 1161 шт. Виробництво суден технічних має спадну тенденцію, якщо у 2004 р., 2005 р. виробництво відповідно становило 16,14 шт., то у 2006—2007 рр. цей показник не перевищує 5-10 шт.

#### Тракторне машинобудування
Це важлива підгалузь у сільському машинобудуванні. У вітчизняному тракторобудуванні на початку XXI ст. спостерігається певний підйом. Виробництво тракторів збільшилось на 426 шт. (порівнюючи 2007 р. з 2003 р.).

### Хімічне та нафтохімічне машинобудування
Хімічне та нафтохімічне машинобудування включає хімічне машинобудування, полімерне машинобудування, виробництво нафтопромислового та бурового устаткування, устаткування для целюлозно-паперової промисловості. Підгалузь, яка спеціалізується на виробництві нафтопромислового та бурового устаткування, розвивається значними темпами. За 2003—2006 рр. виробництво машин врубних та машин бурильних збільшилось відповідно на 10 та 228 %.

### Виробництво устаткування для легкої та харчової промисловості
Продукує: автоматичні лінії з виготовлення продукції в харчової промисловості, різні види машин та техніки для легкої промисловості, холодильники, пральні машини, мікрохвильові печі тощо. На початку XXI ст. спостерігається зростання галузі з виготовлення побутової техніки, повільне зростання машинобудування для легкої та харчової промисловості.

### Сільськогосподарське машинобудування
Сільськогосподарське машинобудування — одна з найдавніших галузей України. В Україні освоєно виробництво багатьох видів сільськогосподарських машин: тракторів, сівалок, зернозбиральних та кукурудзозбиральних комбайнів, тракторних плугів, обладнання для тваринницьких ферм.
Єдине збільшення в сільському машинобудуванні спостерігається з виробництва тракторів, машин для внесення добрив, причепів та напівпричепів сільськогосподарського призначення. За останні 5 років виробництво тракторів збільшилось на 426 шт. (порівнюючи 2007 р. з 2003 р.). Кількість вироблених сільськогосподарських причепів, напівпричепів збільшилось у 2,6 раза. Виробництво інших видів сільськогосподарського машинобудування, таких як: лемеші; машини для очищення, сортування, калібрування; машини та механізми для приготування кормів; обприскувачі тракторні; бурякозбиральні комбайни; зернозбиральні комбайни, — відповідно зменшилось у 5,6 раза (порівнюючи 2007 р. з 2003 р.); на 733 шт. (порівнюючи 2007 р. з 2005 р.), на 34,2 тис. шт. (порівнюючи 2007 р. з 2005 р.); на 41 тис. шт. (порівнюючи 2007 р. з 2003 р.); в 22 рази (2007 р. з 2003 р.), в 2 рази (2007 р. з 2005 р.) відповідно [114, с. 271; 135—137; 138, с. 129].

### Верстатобудування
Виробництво верстатів токарних, розточувальних, свердлувальних, фрезерувальних, порівнюючи 2007 р. з 2003 р., зменшилось на 2 шт., порівнюючи 2007 р. з 2004 р. — на 160 шт. Негативна динамічна тенденція спостерігається з виробництва: верстатів для остаточного оброблення металевої поверхні з ЧПУ, верстатів для формування металів з ручним керуванням, інших видів верстатів.

### Електротехнічне машинобудування
Електротехнічна промисловість — це галузь, яка виготовляє машини, апарати та інші вироби, призначені для перетворювання, передачі й споживання електроенергії. Ця галузь машинобудівного комплексу має велике значення для механізації та автоматизації виробничих процесів.
Основними видами продукції цієї галузі є: електродвигуни й генератори постійного та змінного струму, проводи й кабелі електричні різної напруги, лампи електричні тощо.
Виробництво електродвигунів та генераторів постійного й змінного струму дещо зменшилось. Наприклад, виробництво електродвигунів і генераторів постійного струму збільшилось на 189 шт., зростає виробництво трансформаторів електричних на 11108 шт. з 2003 до 2007 р.
Значне зменшення зазнало виробництво електродвигунів змінного струму, установок електрогенераторних, перетворювачів, реакторів, котушок.

### Побутове машинобудування
Бурхливо розвивається вітчизняне машинобудування побутової техніки. Особливо збільшилось виробництво побутових приладів: холодильників, пральних машин, мікрохвильових печей. Виробництво холодильників збільшилось до 338 тис. шт. Виробництво мікрохвильових печей у 2003 р. становило 2,3 тис. шт., у 2004 р. — 53,4 тис. шт., у 2005 р. — 77,85 тис. шт.

## Лісова промисловість

### Целюлозно-паперова промисловість
Целюло́зна промисло́вість — галузь промисловості, яка хімічно переробляє деревину (також очерет, солому хлібних рослин та ін.) на волокнисту масу, що є сировиною для виготовлення целюлози, паперу, картону, штучного волокна, пластичних мас тощо.; значна частина целюлози йде також на виробництво вибухівки. Так як останнім часом ця галузь стала основною сировиною паперової промисловості, вона тепер має назву целюлозно-паперова промисловість.

Папір газетний
- Жидачівський ЦБК
- Кронекс Україна

Папір для писання та друку
- Понінківський КБК
- Дніпропетровська ПФ
- Кронекс Україна

Папір туалетний
- Київський КБК
- Кохавінська ПФ
- Моквинська ПФ
- Львівкартонопласт
- ПАТ ВГП

Картон тарний, папір для гофрування
- Рубіжанський КТК
- Жидачівський ЦБК
- Київський КБК
- Ізмаїльський ЦКК
- Днепропетровска ПФ
- ТОВ «Донецьк-Вторма»
- Миропільська ПФ 9896
- Львівкартонопласт
- Чижевська ПФ
- Понінківський КБК
- ЗАТ «Славут-Папір»
- ЗАТ «Колопапір»

Картон коробочний
- Київський КБК
- Жидачівський ЦБК
- Львівкартонопласт

Картон переплетний
- Жидачівський ЦБК

Шпалери
- Корюківська ФТП
- Синтра ТОВ

Деревна маса
- Жидачівський ЦБК
- Луцький КРЗ

Державний інформаційно-аналітичний центр моніторингу зовнішніх товарних ринків «Держзовнішінформ»

### Лісохімічна промисловість
Лісохімічна промисловість заснована на хімічній переробці деревини. До неї відносяться: суха перегонка деревини, вуглевипалювання і різні види каніфольно-скипидарних виробництв.

## Легка промисловість
Легка промисловість України охоплює текстильну, трикотажну, швейну, шкіряну, взуттєву, хутрову та інші галузі підприємства, яких у розміщенні орієнтуються переважно на споживача, наявність трудових ресурсів та сировини.
Галузь складається з 17 підгалузей, має виробничий потенціал, здатний виробляти широкий спектр товарів широкого вживання і промислового призначення. Водночас легка промисловість пов'язана з багатьма суміжними галузями і обслуговує весь господарський комплекс країни.
Легка промисловість України — це одна з найбільш соціально значущих галузей промисловості, яка може надати велику кількість робочих місць для населення. Легка промисловість України могла б розв'язати проблему зайнятості населення, проте чітко простежується тенденція спаду кількості осіб, працюючих в даній сфері. Якщо на початку 90-х років зайнятість становила 750 тис. осіб, то в 2009 році цей показник скоротився майже у 8 разів. Це пояснюється загальним кризовим становищем галузі. Дешеві низькоякісні імпортні товари, низька конкурентоздатність, проблеми кредитування галузі, скорочення споживчого попиту, система оподаткування — все це призвело до занепаду галузі в Україні, а як наслідок і до скорочення зайнятості в легкій промисловості України.
Тривожить ситуація на внутрішньому ринку країни. Його практично заполонила продукція нелегального виробництва, яка ввезена без сплати мита, зборів, або ще гірше — контрабанда з країн з дешевою робочою силою та знецінені товари, що були у вжитку.
За офіційними даними, офіційний імпорт продукції легкої промисловості становить 5 %. Проте понад 80 % продукції галузі потрапляють до України нелегально. Статистика показує, що річний оборот ринку одягу становить 500 млн дол. США (неофіційні дані обчислюються в 10 млрд дол. США).
Обсяги імпорту товарів легкої промисловості за 2014 рік перевищили обсяги експорту у 2,2 рази або на 1,4 млрд дол. США., а в порівнянні з 2013 р. — зменшилися на 940,2 млн дол. США або на 27,4 %, водночас обсяги експорту зменшилися на 10,3 млн дол. США або на 0,9 %.
В основному, ринок легкої промисловості України насичений продукцією підприємств Туреччини — 32 %, Китаю — 15 %, країни Балтії, Чехії, Польщі — 15 %, Росії, Білорусі — 9 %, вітчизняними товарами — 13 % та ін.
Досить негативним залишається і той факт, що легка промисловість в Україні є малоприбутковою для пересічних працівників даної галузі. Тут середня місячна зарплата в 2 рази менша, ніж показник заробітної плати загалом по підприємствах промисловості.
Існує низка проблем розвитку легкої промисловості в Україні на сучасному етапі. Найбільші можна виділити такі:
•- переповнення внутрішнього ринку імпортними товарами із заниженою митною вартістю, товарами групи «секонд-хенд»;
•- відсутність сприятливих умов для закупівлі високоякісного обладнання, яке не виробляється в Україні;
•- низький рівень інвестицій у легку промисловість України, як з боку іноземних інвесторів, так і з боку держави;
•- поділ великих підприємств галузі на дрібні, які переходять на спрощену систему оподаткування, або на «тіньове» виробництво.
Проте, незважаючи на ряд проблем, які склалися в розвитку легкої промисловості України, все ж таки її варто розглядати як перспективну галузь. За оцінками експертів ринок одягу та взуття входить в 20 найрозвинутіших ринків України, українці витрачають на взуття та одяг приблизно 30-40 % свого місячного доходу, що перевищує показники в країнах Західної Європи. За прогнозами Міністерства промислової політики України об'єм виробництва продукції легкої промисловості в 2011 році збільшиться на 61,5 % або на 2 млрд ₴ у порівнянні з 2007 роком.
З огляду на пріоритетність легкої промисловості для м. Києва, яка визначається великою ємністю внутрішнього ринку товарів (40-50 млрд гривень щороку), наявністю та можливістю нарощування експортного потенціалу, високим рівнем доданої вартості, високою швидкістю обороту капіталу, 22 грудня 2015 року було утворено освітній інвестиційно-технологічний кластер легкої промисловості.
Отже, сучасний стан легкої промисловості України можна охарактеризувати як незадовільний і нестабільний. Кризове становище в галузі обчислюється не двома роками, а з 90-х років. Внутрішній ринок заполонили іноземні товари, які є нижчими за якістю і дешевшими, а тому витісняють вітчизняну продукцію з українського ринку. Підприємства не можуть ефективно працювати через брак інвестицій і відповідного високотехнологічного обладнання. Легка промисловість потребує великої підтримки з боку держави у вигляді відповідних державних програм. Легка промисловість України є цікавою для дослідження. Незважаючи на низку проблем в галузі, перспективним є подальше дослідження галузі на території України та інших країн Європи.

### Швейна промисловість
Не дивлячись на те, що наразі ринок України заповнений переважно іноземними товарами, у державі розвиваються власні швейні підприємства. Вона розміщена здебільшого у великих населених пунктах, таких як Київ, Львів, Суми, Харків, Одеса. Створюються українські бренди, такі як: Syndicate, Ditch Clothing, ТМ Боно, Staff, Ажур, Жива, Headges.

### Хутряна промисловість
Хутрова підгалузь обробляє хутра лисиць, куниці, видри, норки, шкурки кролів, ховрахів, хом'яків та водяних щурів, овечі шкурки й штучне хутро та виготовляє з них хутрові та шубні вироби. У минулому вона мала переважно кустарний і сезонний характер. Тепер в Україні збудовані і працюють хутрові підприємства в Харкові, Балті (Одеська область), Краснограді (Харківська область), Тисмениці (Івано-Франківська область), Львові, Одесі, Жмеринці.
У підгалузі освоєно технологію облагородження овечих шкурок, що сприяє поліпшенню їх якості, зовнішнього вигляду та асортименту виробів з них. Суттєве значення має використання трикотажного штучного хутра, яке імітує натуральне хутро норки, куниці, єнота, ондатри, ягнят каракульської породи, овець тощо. В Україні штучне хутро виготовляють Дарницький шовковий комбінат, Київське виробниче трикотажне об'єднання, фабрики в Жовтих Водах (Дніпропетровська область) і Ясіні (Закарпатська область). Нині підприємства підгалузі випускають вироби масового вжитку, вдосконалюючи технології обробки хутрової сировини із застосуванням нових сгінких барвників, впроваджуючи автоматизовані системи управління виробництвом.

### Взуттєва, шкіргалантерейна та шкіряна промисловості
Шкіряно-взуттєва промисловість після текстильної є найважливішою підгалуззю легкої промисловості. Основна сировина для неї — природна шкіра свійських, диких і морських тварин. Широке використання нових синтетичних матеріалів (штучної шкіри, гуми), парусини, вовни (для валяного взуття), тканини суттєво збагатило й доповнило сировинну базу взуттєвого виробництва. Із шкіри виготовляють одяг, шорно-сідельні та галантерейні вироби, деталі для текстильних машин. На розміщення шкіряного виробництва впливають і центри м'ясної промисловості, а також традиційні способи й види вичинки шкіри.
Станом на початок 2014 взуттєва, шкіргалантерейна та шкіряна промисловості України мають близько 1500 підприємств. Найпотужніші з них мають до 2,0 тис. працівників.
Галузь виробляє щорічно 35-40 млн пар взуття, з яких в 2013 році експортовано понад 1З млн пар (приблизно в рівних частинах до ЄС і СНД). Виробляється до 300 млн кв. дециметрів натуральної шкіри.
Проте, частка вітчизняного взуття на ринку України становить лише 20-25 %. В структурі імпорту до 80 % — це взуття з Китаю, де затрати на виробництво і податки значно нижчі ніж в Україні.
З огляду на це основним пріоритетом галузі є імпортозаміщення за рахунок виробництва високоякісного взуття. Взуття, виготовлене в таких країнах, як Італія, Іспанія, займає іншу досить високу цінову нішу, що не становить загрози для вітчизняних виробників. З продукцією, виготовленою в Польщі, Румунії, Угорщині, українське взуття успішно конкурує за рахунок достатнього рівня якості і асортименту та конкурентних цін.

## Харчова промисловість

### М'ясна промисловість
М'ясна промисловість забезпечує населення свіжим та мороженим м'ясом, м'ясними напівфабрикатами, ковбасними виробами, м'ясними консервами тощо. У структурі харчової промисловості галузь посідає провідні позиції. Вона орієнтується і на сировину, і на споживача. Її підприємства є в усіх областях, найбільші м'ясокомбінати знаходяться у великих містах (Києві, Харкові, Полтаві, Одесі, Луганську, Львові). Загальне виробництво м'яса за останні роки (1990—2003) скоротилося більш як у 5 разів. Водночас скорочення виробництва ковбасних виробів є не таким суттєвим.[джерело?]

### Кондитерська промисловість
Виробнича потужність галузі становить 1,5 млн.
Українські кондитерські підприємства споживають близько 600 тис. т цукру на рік. Національна кондитерська промисловість представлена підприємствами, що входять до системи Державного департаменту продовольства України: ЗАТ «Укркондитер», «Укрпродсоюз», «Укрхліб» і неасоційованими підприємствами приватного сектору. В систему «Укркондитер» входить 28 фабрик, заводи продтоварів, цехи і підприємства громадського харчування. Сумарна виробнича потужність 28 кондитерських фабрик системи ЗАТ «Укркондитер» становить до 3/4 обсягу виробництва кондитерської промисловості України.
Загальна кількість підприємств кондитерської галузі на початок 2007 р. становила близько 800. Приблизно 90 % підприємств випускають борошняні кондитерські вироби і тільки 10 % виробляють цукристі (шоколад, карамель, цукерки, драже тощо). Сім найбільших кондитерських підприємств України мають ринкову частку від 4 до 26 % і виробляють до 72 % загального обсягу продукції.
Ринок кондитерської продукції умовно ділиться на три основних сегменти: цукристі, борошняні і шоколадні вироби. Найзначніший сегмент — цукристі кондитерські вироби (карамель, драже і цукерки). Сегмент борошняних виробів (печива, вафлі, торти і крекери) займає до 38,6 % всього обсягу продукції, а сегмент шоколадних виробів — 5,7 %. Практично всі товарні групи кондитерської промисловості розвиваються завдяки освоєнню виробниками нових рецептур і поліпшенню технологічного обладнання.
В останні роки найпомітніше розширився асортимент шоколаду плиткового (за рахунок пористого і високоякісного тонкого); шоколадних цукерок (завдяки розвитку пралінових начинок); шоколадних батончиків (особливо вафельної групи); рулетів, бісквітів (у тому числі бісквітного печива), глазурованого печива й печива з начинкою.
Упродовж багатьох років, починаючи з серпня-вересня, в кондитерській промисловості спостерігаються сезонні тенденції нарощування виробництва і розширення асортименту в кожній із товарних груп.
Найбільшими виробниками кондитерських виробів в Україні є компанії: Roshen, ЗАТ «АВК», ЛКФ «Світоч», ЗАТ «Крафт Фудз Україна», ЗАТ "ВО «Київ-Конті». За оцінкою спеціалістів, ємність внутрішнього ринку кондитерських виробів становить близько 1 млн тонн на рік.

## Промисловість будівельних матеріалів

### Цементна промисловість
Цементна промисловість представлена підприємствами, які виробляють різні види цементу та шифер. Як сировину галузь використовує мергель, вапняк та крейду, а для виробництва шиферу — азбест. Найбільші родовища зосереджені в Донецькій (Амвросіївське родовище — одне з найбільших у світі), Харківській, Чернігівській, Львівській, Чернівецькій та Рівненській областях. Перший цементні заводи були збудовані в Амвросіївці (1896) та Здолбунові (1898), на 1913 рік їх вже нараховувалось 12 (разом вони виробляли 269 тис. т). В перші п'ятирічки СРСР були збудовані нові заводи у Дніпродзержинську, Єнакієвому та Харкові, на 1940 рік всі вони виробляли до 1,2 млн тонн цементу. В роки Другої Світової війни цементні заводи були зруйновані, але з вже 1948 року почалось їх відродження. Окрім цього були збудовані нові підприємства — цементно-гірничі комбінати у Миколаєві та Балаклії, цементні заводи в Новоамвросіївському, Здолбунові, Кривому Розі та Кам'янці-Подільському. На 1976 рік промисловість нараховувала вже 15 підприємств, що виробляли 23,1 млн тонн цементу. В 1998 році підприємства виробили 5,6 млн тонн продукції.